# 182 Elsa
A 182 Elsa a Naprendszer kisbolygóövében található aszteroida. Johann Palisa fedezte fel 1878. február 7-én.